# Tsugaru (Schiff, 1941)
Die Tsugaru (japanisch 津軽) war ein Schwerer Minenleger der Kaiserlich Japanischen Marine, der im Zweiten Weltkrieg zum Einsatz kam.

## Geschichte

### Entwicklungsgeschichte
Die Tsugaru, welche im Rahmen des 3. Kreis-Bauprogramms (Maru 3 Keikaku) von 1937 mit der Baunummer 6 und der Entwurfbezeichnung H10 bestellt wurde, stellt eine Weiterentwicklung des Minenkreuzers Okinoshima dar, bei welchem die mit dieser gemachten Betriebserfahrungen einflossen. Veränderungen zu dieser sind eine Verringerung der Konstruktionsverdrängung von 4400 auf 4000 ts. Des Weiteren wurde der innere Aufbau verändert und da es Probleme mit der Festigkeit bei japanischen Schiffen auf Grund des noch schlecht beherrschbaren elektrischen Schweißens gab, der Rumpf wieder in großem Umfang genietet. Bei der Bewaffnung wurde die Minenkapazität erhöht und die bisherige Bewaffnung durch besser zur Flugabwehr geeignete ersetzt.

### Bau
Der Bauauftrag für die spätere Tsugaru wurde an die Marinewerft in Yokosuka vergeben. Diese legte den Rumpf am 5. Juli 1939 auf Kiel und der Stapellauf erfolgte am 5. Juni 1940.
Die Indienststellung erfolgte am 22. Oktober 1941 unter dem Kommando von Kaigun-taisa (Kapitän zur See) Inagaki Yoshiaki, welcher bereits seit dem 20. Juni 1940 als sogenannter Oberster Ausrüstungsoffizier (jap. 艤装員長, gisō inchō) mit der Baubelehrung beauftragt war.

### Einsatzgeschichte
Nach der Indienststellung und Ausbildung der Besatzung wurde die Tsugaru dem Kommando von Kaigun-shōshō (Konteradmiral) Shima Kiyohide, in der 4. Flotte  von Admiral Inoue Shigeyoshi, zugeteilt und nach Saipan verlegt. Zum Zeitpunkt des Angriffes auf Pearl Harbor am 7. Dezember 1941 unterstützte die Tsugaru die Landung japanischer Truppen auf Guam.
Ab Januar 1942 nahm die Tsugaru dann zusammen mit der Okinoshima, unter dem Oberbefehl von Kaigun-shōshō (Konteradmiral) Kajioka Sadamichi, an der „Operation R“ (Schlacht um Rabaul) teil, bei der in der Nacht vom 22. auf den 23. Januar 1942 japanische Truppen in der Blanche Bay in Rabaul landeten.
Am 5. März wurde das Schiff unter dem Oberbefehl von Admiral Marumo Kuninori während der „Operation SR“ (Invasion von Salamaua und Lae) eingesetzt. Wobei am 10. März die japanischen Truppen von etwa neunzig Flugzeugen der amerikanischen Flugzeugträger Yorktown und Lexington angegriffen wurden und die Tsugaru leichte Schäden erlitt.
Am 4. Mai wurde die Tsugaru der Invasionsstreitmacht von Admiral Shima zugeteilt, welche Teil der „Operation MO“ (Invasion von Tulagi und Port Moresby) war. Die Operation wurde jedoch nach der Schlacht im Korallenmeer abgebrochen, und der Minenleger stattdessen der „Operation RY“ (Invasion von Nauru und Ocean Island) zugeteilt. Aber auch diese Operation wurde nach Verlust der Okinoshima am 12. Mai 1942 abgebrochen, und die Tsugaru kehrte nach Rabaul zurück.
Ab dem 14. Juli 1942 wurde das Schiff der 8. Flotte von Admiral Mikawa Gun’ichi zugeteilt und unterstützte die „Operation RI“ (Invasion von Buna). Im August und September lieferte sie Material und Verstärkungen nach Guadalcanal, wobei sie am 3. September durch B-17-Bomber der amerikanischen Heeresluftwaffe angegriffen wurde. Durch den Angriff starben 14 Besatzungsmitglieder und 30 wurden verwundet. Nach Reparaturen setzte sie ihre Transportfahrten nach Guadalcanal, Shortland Island, New Georgia und Santa Isabel bis Ende Februar 1943 fort.
Von März bis Mai 1943 erfolgte in der Marinewerft von Yokosuka eine Instandsetzung und Überholung. Woraufhin das Schiff Anfang August nach Rabaul zurückkehrte, aber auf dem Weg dorthin am 5. August vom amerikanischen U-Boot USS Silversides nordöstlich von Rabaul gesichtet und angegriffen wurde. Sie erhielt einen Torpedotreffer, welcher so umfangreiche Schäden verursachte, dass nach einer provisorischen Reparatur, eine Instandsetzung in Japan (Yokosuka) notwendig wurde.

### Untergang
Am 31. Mai 1944 wurde die Tsugaru der „Operation KON“ (Schlacht um Biak) zugewiesen, bei der sie in dem Bemühen der amerikanischen Landung entgegenzuwirken, Verstärkungen aus Zamboanga transportierte. Am 21. Juni wurde die Tsugaru nach dem Auslaufen aus Sorong, zur Insel Halmahera, von dem niederländischen U-Boot K-XIV angegriffen und erlitt schwere Schäden. Nach vorübergehenden Reparaturen versuchte sie Manila zu erreichen, wurde aber am 29. Juni in der Nähe von Biak von der USS Darter gesichtet. Diese schoss daraufhin sechs Torpedos ab, wovon zwei trafen, worauf die Tsugaru in weniger als 25 Minuten auf der Position 2° 19′ N, 127° 57′ O sank, wobei ein Großteil der Besatzung ihr Leben verlor. Die Tsugaru wurde am 10. August 1944 aus der Flottenliste der Schiffe der Kaiserlichen Marine gestrichen.

## Name

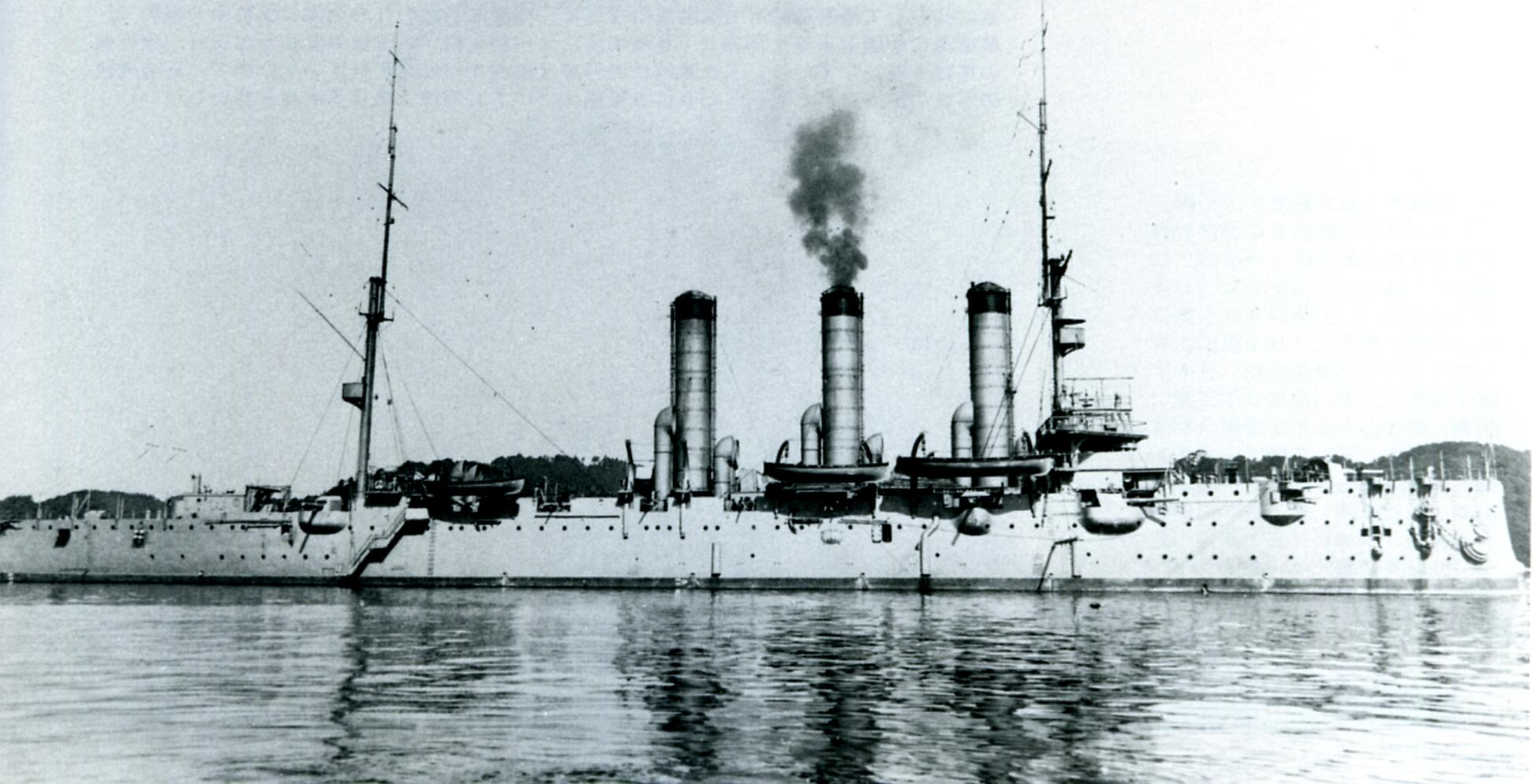
Die Namensvorgängerin, hier im Jahr 1918.

Die Tsugaru ist nach dem Panzerkreuzer gleichen Namens – der ehemaligen russischen Pallada, welche am 8. Dezember 1904 im Hafen von Port Arthur versenkt, später von den Japanern gehoben und von August 1908 bis April 1922 in Dienst stand – das zweite Kriegsschiff einer japanischen Marine, welches diesen Namen trägt. Benannt nach der Tsugaru-Halbinsel in der Präfektur Aomori am Nordende von Honshū.

## Technische Beschreibung

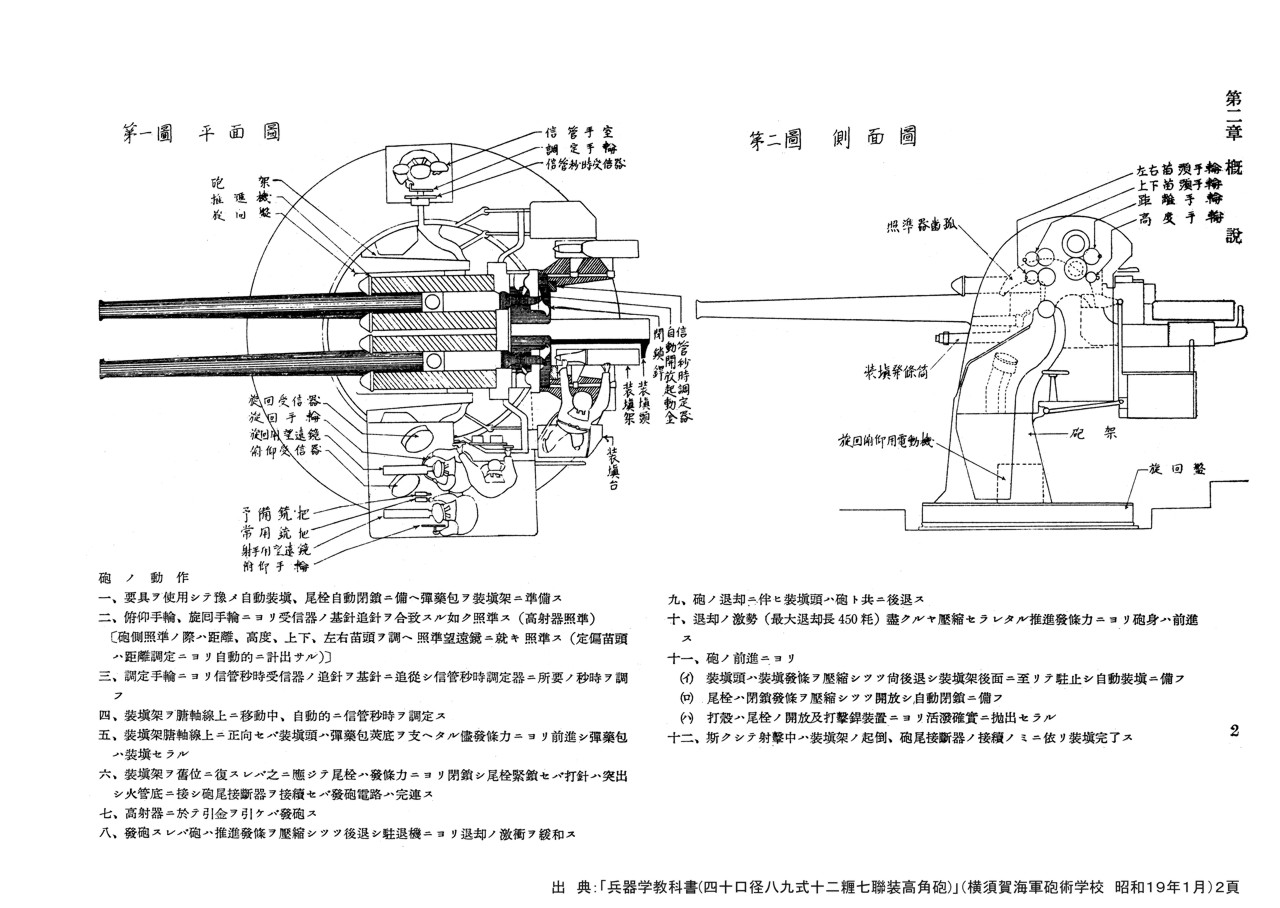
Zeichnung der Draufsicht und der Seitenansicht einer Typ-89-Zwillingslafette aus einem japanischen Ausbildungshandbuch von 1944, in der die Positionen der Geschützmannschaft dargestellt sind.

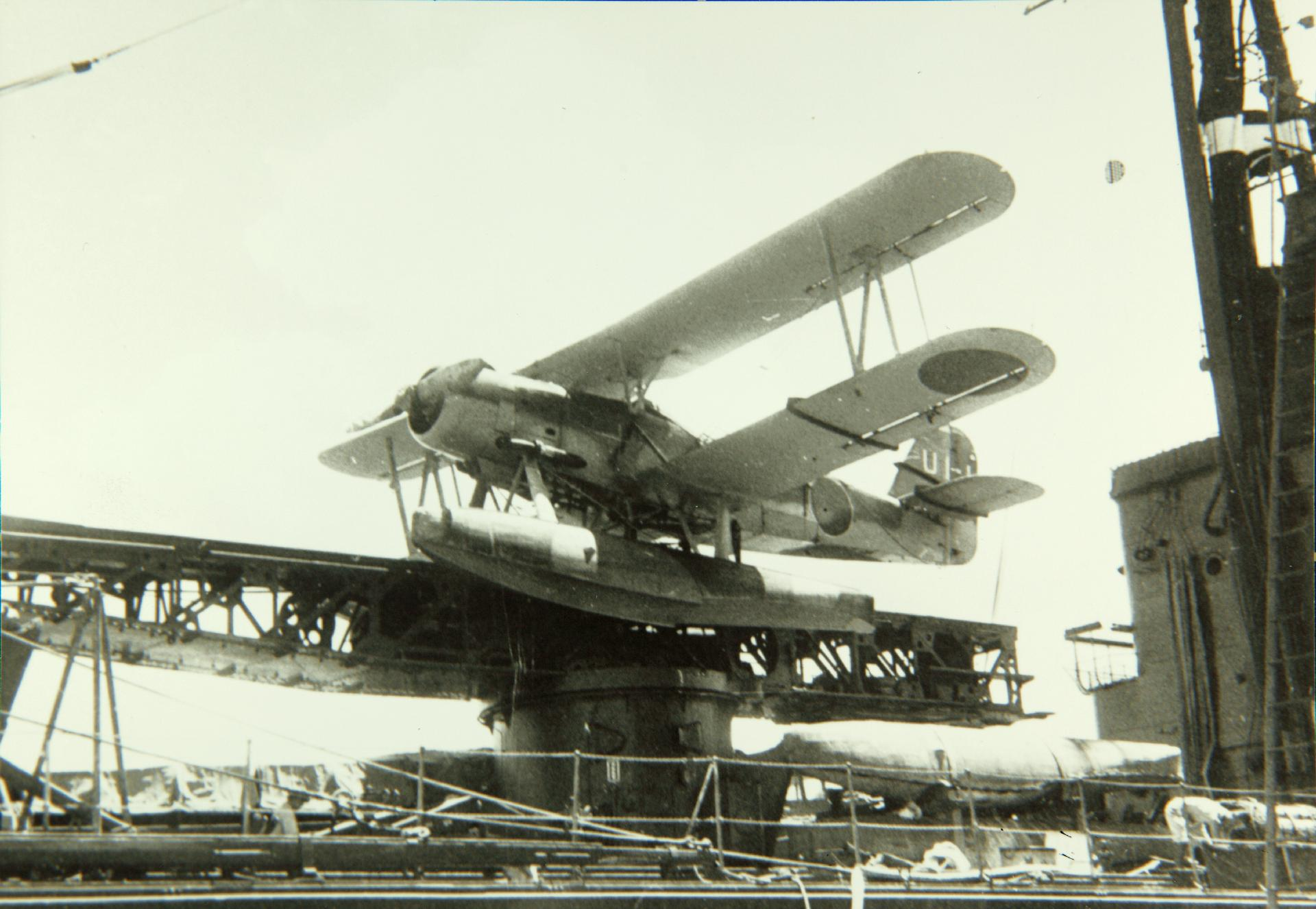
Katapult mit Bordflugzeug

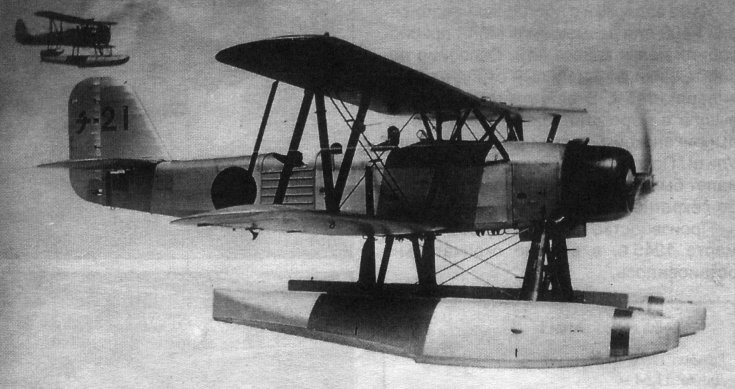
Bordflugzeug des Typs Kawanishi E7K im Flug

### Rumpf
Der Rumpf der Tsugaru, unterteilt in wasserdichte Abteilungen, wurde als genieteter Glattdecker mit Spiegelheck ausgeführt und war über alles 124,54 Meter lang, 15,64 Meter breit und hatte bei einer Einsatzverdrängung von 4.471 Tonnen einen Tiefgang von 4,94 Metern.

### Antrieb
Der Antrieb erfolgte durch vier ölbefeuerte Dampferzeuger – Kampon-Kesseln des Yarrow-Typs, jeder in einem einzelnen Kesselraum untergebracht, welche bei 350°C einen Druck von 30 kg/cm² entwickelten – und zwei Getriebeturbinensätze – bestehend aus je einer Hochdruck- und Niederdruckturbine – mit denen eine Gesamtleistung von 9.000 PS (6.619 kW) erreicht wurde. Diese gaben ihre Leistung an zwei Wellen mit je einer Schraube ab. Die Höchstgeschwindigkeit betrug 20 Knoten (37 km/h). Die maximale Fahrstrecke betrug 9.000 Seemeilen (16.668 km) bei 10 Knoten.

### Bewaffnung

#### Rohrwaffen
Die flugabwehrfähige Bewaffnung bestand aus vier 12,7-cm-Geschützen mit Kaliberlänge 40 des Typ 89 in Doppellafette und vier 2,5-cm-Maschinenkanonen Typ 96 ebenfalls in Doppellafette.
Die 12,7-cm-Geschütze erreichten eine Kadenz von rund 8 Schuss pro Minute und die maximale Reichweite betrug etwa 9,4 Kilometer bei 75° Rohrerhöhung. Die 24,5 Tonnen schwere Doppellafette (Typ A1 Model 1) war um 360° drehbar und hatte einen Höhenrichtbereich von −7° bis +75°.
Die 2,5-cm-Maschinenkanonen verschossen im Einsatz rund 110 bis 120 Schuss pro Minute, die effektive Reichweite lag bei etwa 3 Kilometern bei 85° Rohrerhöhung. Die 1,1 Tonnen schwere Doppelfafette war um 360° drehbar und hatte einen Höhenrichtbereich von −10° bis +85°.
Bedingt durch die starken alliierten Luftstreitkräfte während des Pazifikkrieges kam es zu einer Verstärkung der 2,5-cm-Geschütze. Bei Untergang bestand diese aus in zwei Doppel-, sieben Drillings- und vier Einzellafetten mit zusammen 33 Geschützen.

#### Minenlegeausrüstung
Zum Minenlegen waren je zwei Minenlegeschienen an Oberdeck und vier weitere in einem speziellen Lagerraum im Heck vorhanden, wobei die Minen aus diesem Lagerraum durch Minenschächte im Achterschiff (Spiegelheck) ausgelegt wurden. Die Transportkapazität betrug bis zu 600 Seeminen des Typ 93 Modell 3. Diese Ankertauminen hatten ein Gewicht von 700 kg, wovon 100 kg Sprengstoff war.

### Sensoren
Zur Suche nach U-Booten war ein Echoortungssystem des Typs 93 und einem Hydrophon-Set vom Typ 93 eingerüstet. Dieses Hydrophon-Set bestand aus zwei Gruppen zu je acht Sensoren, eine Gruppe auf jeder Schiffsseite.

### Bordflugzeug
Zum Zwecke der Aufklärung verfügte die Tsugaru über ein Bordflugzeug des Typs Kawanishi E7K. Dieser, offiziell als Marine Typ 94 Seeaufklärer bezeichnete, Doppeldecker mit 3 Mann Besatzung wurde über ein schwenkbares Flugzeugkatapult gestartet, welches sich zwischen Schornstein und achterem Dreibeinmast befand. Bei ihrer Rückkehr landete die Maschine auf dem Wasser und wurde von einem am achteren Dreibeinmast befindlichen Derrickkran zurück auf das Schiff bzw. Katapult gehoben.

## Besatzung
Die Besatzung der Tsugaru hatte eine Stärke von 445 Offizieren, Unteroffizieren und Mannschaften. Üblicherweise befehligte ein Stabsoffizier im Rang eines Kaigun-taisa (Kapitän zur See) das Schiff.

### Liste der Kommandanten
| Nr. | Name                                | Beginn der Amtszeit | Ende der Amtszeit  | Bemerkungen                                     |
| --- | ----------------------------------- | ------------------- | ------------------ | ----------------------------------------------- |
| 1.  | Kapitän zur See Inagaki Yoshiaki    | 22. Oktober 1941    | 30. November 1942  | seit 20. Juni 1940 mit der Baubelehrung betraut |
| 2.  | Kapitän zur See Ichimatsu Takahashi | 30. November 1942   | 20. September 1943 |                                                 |
| 3.  | Kapitän zur See Nakatsu Seiki       | 20. September 1943  | 29. Juni 1944      |                                                 |